# Бытом
Бы́том (пол. Bytom [ˈbɨtɔm], сил. Bytōm, Bytōń, нем. Beuthen Oberschlesien) — город в южной Польше, в Силезском воеводстве. Город на правах повета. До административной реформы 1998 года был в составе Катовицкого воеводства. С 2018 года один из 41 города, образующего Гурношленско-Заглембскую Mетрополию. Население — 172 762 человек (2014).

## История
Бытом один из старейших городов верхней Силезии. Впервые упомянут в 1136 году, крепостные стены появились при Болеславе I. В составе Польши город быстро рос благодаря своему стратегическому положению на перекрёстке торговых путей. В разное время принадлежал к герцогствам Ратибор, Оппельн, Бойтен. В 1254 году получил права города. В XIII—XIV веках в нём начали активно селиться немецкоязычные купцы и ремесленники; окрестные крестьяне, а также аристократия были поляками. С 1289 года в составе Богемии и Священной римской империи германского народа. В 1526 году Бытом со всей Чехией перешёл в состав Австрийской империи Габсбургов, в составе Австрии город назывался Бойтен. В XVII веке был ареной войны католиков с протестантами. В ходе первой силезской войны в 1742 году город вместе со всей Силезией был завоёван Фридрихом II Прусским, в составе Пруссии и находился до образования Германской империи в 1871 году.
В XVIII веке директор Верхнесилезского горного управления граф Фридрих Вильгельм фон Реден исследовал Силезию в поисках полезных ископаемых. В 1784 году первые руды были найдены около Тарновица. 19 января 1788 года в окрестностях Бойтена на шахте пущена в эксплуатацию первая паровая машина Прусского королевства (и одна из первых на материке), машина была куплена в Англии. Она служила для привода дренажной системы. Вскоре была введена в эксплуатацию вторая паровая машина собственного изготовления. Развитие горного дела и металлургии стало основой процветания Бойтена. В XIX веке город получил мощный импульс развития благодаря интенсивной разработке силезского каменноугольного бассейна, а также добыче цинка и свинцовой руды,  строительству многочисленных металлургических заводов, превративших Бойтен в крупнейший индустриальный центр региона.
Наибольшего расцвета город достиг во время правления обербургомистра Карла Георга Брюнинга (1882-1919 гг.). Город интенсивно строился целыми кварталами, были проведены водопровод, канализация, устроено электрическое освещение улиц. В Бойтене действовали самые низкие в Верхней Силезии налоги. В 1894 году в городе была открыта первая трамвайная линия, количество линий быстро росло, в 1898 году открыт зоопарк (закрыт в 1957 году и перенесен в Хожув). В начале XX века в городе имелись пять католических церквей, лютеранская церковь, синагога (с 1869 г.), гимназия, училище, школа-интернат, два детских дома. В начале XX века в городе жили немцы, поляки (в т.ч. силезцы), евреи. Численность населения в 1910 году - 67,7 тыс. чел., материнским языком у примерно 2/3 жителей был немецкий.
На референдуме в Верхней Силезии 20 марта 1921 года 59,4 процента жителей провинции Верхняя Силезия проголосовали за то, чтобы остаться в Германии, а 40,6 процента - за присоединение к Польше, а конференция послов Парижа после трех польских восстаний разделила регион между обоими этими государствами. Бойтен, жители которого на 75% проголосовали за принадлежность к Германии, стал немецким городом, пограничным  с польской Восточной Силезией. В 1930 году в Бойтене открылась католическая Педагогическая академия под руководством известного германского педагога Ханса Абмайера (преобразована в государственную при нацистах).
На выборах в 1933 году немногим более половины избирателей Бойтена проголосовали за НСДАП. В ночь 9/10 ноября 1938 года была сожжена синагога, еврейская община города (около 1300 человек) стала одной из первых жертв Холокоста и была полностью уничтожена. 15 февраля 1942 года группа евреев была депортирована отсюда в лагерь Освенцим и убита.
Во время Второй мировой войны в 20 км северо-восточнее города находился аэродром люфтваффе Зендек и учебный центр института Геринга в Фелькенроде (здесь проходило обучение лётного состава применению самолётов-снарядов "Фау").
27 января 1945 года отряды советской армии заняли город, разрушив ратушу. В соответствии с решениями Ялтинской и Потсдамской конференций Силезия отошла к Польше, городу дано польское имя Бытом, с марта 1945 года здесь управляет польская администрация. Немецкое население было почти полностью изгнано.
В марте 1948 года в Бытоме была открыта медицинская академия (с 2007 года Силезский медицинский университет).
В последующие десятилетия добыча угля интенсивно производилась непосредственно под городской застройкой, что довольно быстро создало проблему для городской среды, вызвав многочисленные разрушения и деформации.  В 1987 году город представлял собой угольно-металлургический центр в составе Верхнесилезской агломерации с населением 240 тыс. человек. Наряду с ландшафтными деформациями кризисные явления в угледобыче и металлургии в конце XX века обернулись упадком города, ростом числа безработных, сокращением численности населения (2004: 189,5 тыс. чел.), отсутствием инвестиций, утратами в исторической среде.
Существенные изменения к лучшему в городе происходят в XXI веке, особенно с конца 2010-х гг. Он эффективно развивается. Многие исторические здания отремонтированы, городская среда непрерывно совершенствуется. Бытом позиционирует себя как перспективное место для жизни и работы (кампания "Новые бытомианцы" под девизом "Бытом. Живи стильно").
В центре города на месте снесенных властями в 1970-е гг. зданий был построен большой торговый центр "Агора" (2010). Появились несколько новых спортивных арен и культурных локаций. Улица Дворцова и площадь Рынок (Рынек) свободны от движения транспорта.

## Экономика и транспорт
Как и большинство городов Силезского бассейна, Бытом находится в стадии перехода от экономики, ориентированной на угледобычу и металлургию, к постиндустриальной экономике. Большинство угольных шахт в окрестностях города закрыто, также сокращается производство стали. В городе значительный процент безработного населения.
Бытом — крупный транспортный узел. В нём товарно-пассажирская станция, пересекаются важные железные дороги, ведущие в Катовице, Ополе, Гливице, Люблинец и четыре национальные автострады.

## Культура
Огромный вклад в развитие искусств в Бойтене в XIX в. внес промышленник-меценат и филантроп, пивной магнат Игнац Хакуба. С начала XIX в. в городе стали давать театральные представления и концерты. В 1895 г. хормейстер и органист в Marienkirche Ричард Гиллар опубликовал в Бойтене сборник гимнов и хоралов для поляков . В самом начале XX в. в городе создано музыкальное общество для продвижения идеи строительства здания театра оперы и драмы и вскоре открылся немецкоязычный Верхнесилезский государственный театр, где ставились драматические спектакли, оперы и оперетты. В Бойтене началась театральная карьера актрисы Грете Ли (Grete Lichtenstein). В 1945 г. оперный певец Адам Дидур создал в Бытоме Силезскую оперу, первоначально главным образом из музыкантов и певцов польской оперы во Львове. В 2013 г. создан Театр танца и движения в Розбарке.
В XIX в. в Бойтене некоторое время работал поэт Вальдемар Диренфурт. С городом связано творчество его уроженца, прозаика, драматурга и журналиста Йозефа Виссаллы, писавшего в 1920-1930-х гг. о жизни простых силезцев, в т.ч. шахтеров.
Воспоминаниям молодости в Бойтене между двух мировых войн посвящена проза немецкоязычного прозаика Герхарда Кукофки. Польская писательница Магдалена Гоик описывает в книге «Роман, город и ангелы» («Powieść, miasto i anioły», 2004) старейшую бытомскую достопримечательность — холм святой Малгожаты (Маргариты). Бытомские польскоязычные поэты Богдан Урбанковский, Мартин Халасия и Лешек Энгелькинг воспели площадь Рококо(пл. Польской армии - plac Wojska Polskiego). Энгелькинг посвятил родному городу  книгу стихов «Музей детства» («Muzeum dzieciństwa», 2011).

## Достопримечательности
- Собор Вознесения Девы Марии. Построен в XIII веке, перестроен в готическом стиле в XVII. В соборе хранится почитаемая икона Мадонны Бытомской (написана около 1415 года).
- Церковь Св. Маргариты. Построена в XII веке, полностью перестроена в 1881 г. на холме святой Маргариты (Малгожаты) - Малгожатке
- Церковь Св. Троицы. Неоготическая церковь. Построена в 1886 г.
- Капелла Св. Духа. Построена в 1298 г., полностью перестроена в стиль барокко (1728 г.)
- Церковь св. Адальберта. Первое здание построено в начале XIII века, полностью перестроена в XVIII веке в стиле барокко.
- Церковь Св. Яцка. Неороманская церковь. Построена в 1908—1911 г.
- Школа музыки. Неоготическое здание (1867—1870).
- Силезская опера. Классицизм (1899—1903).

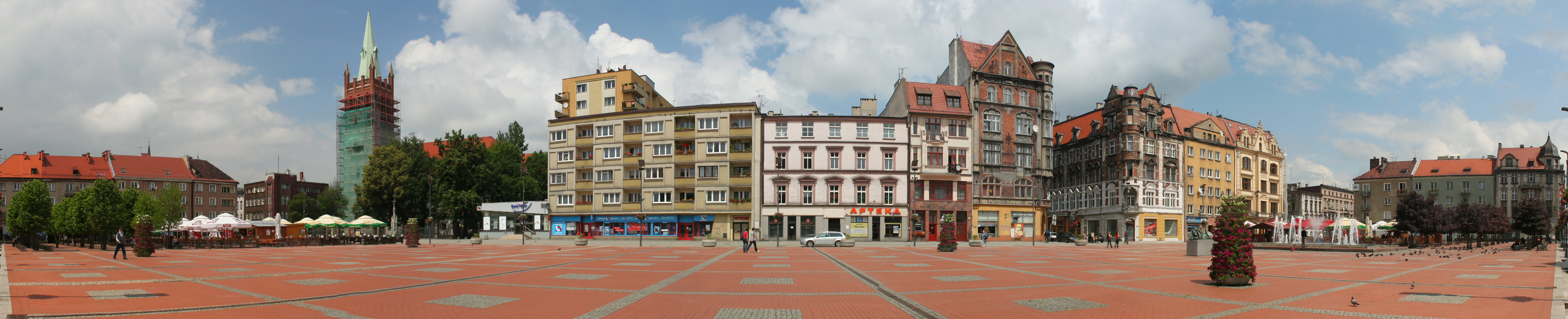
Панорама

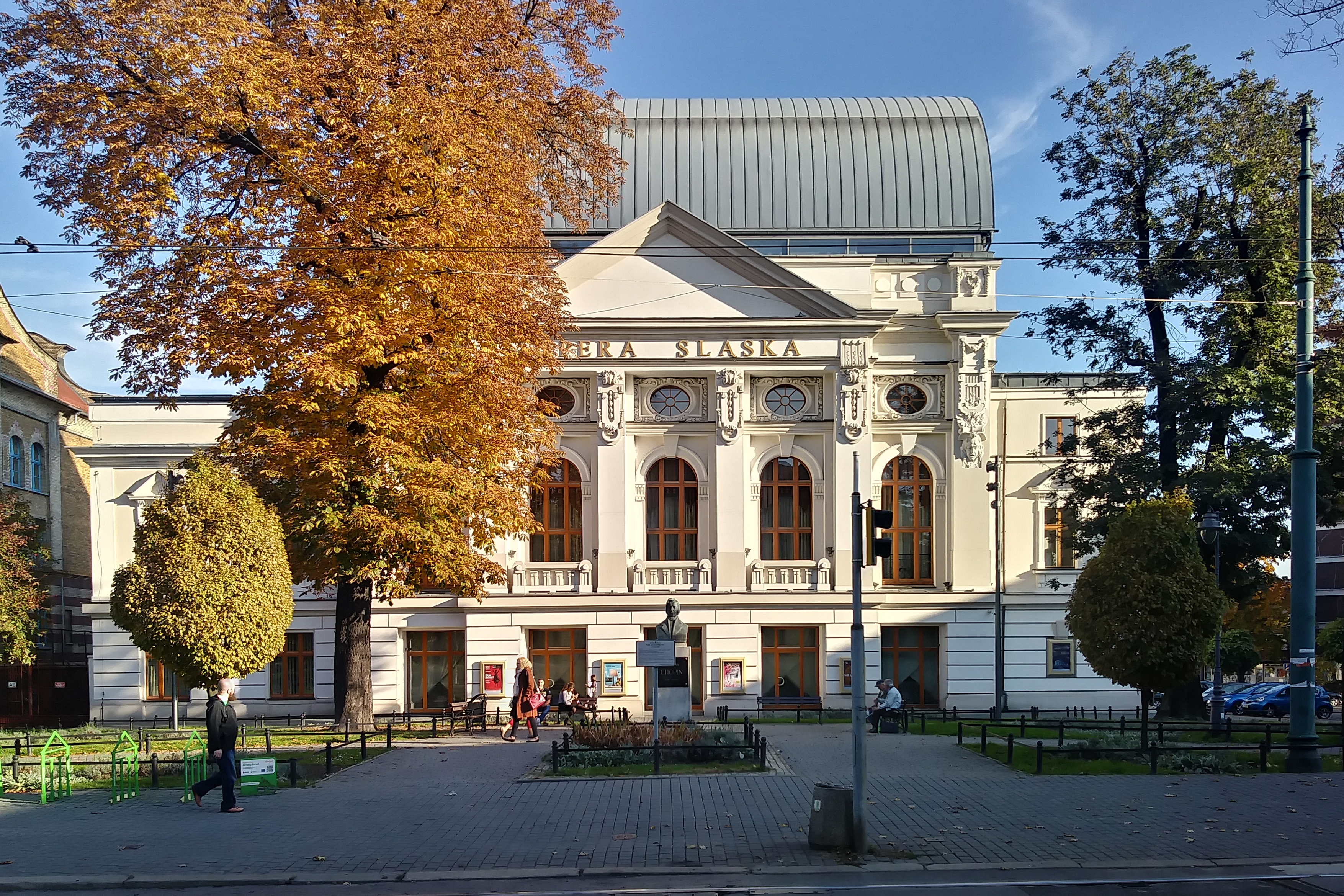
Силезская опера
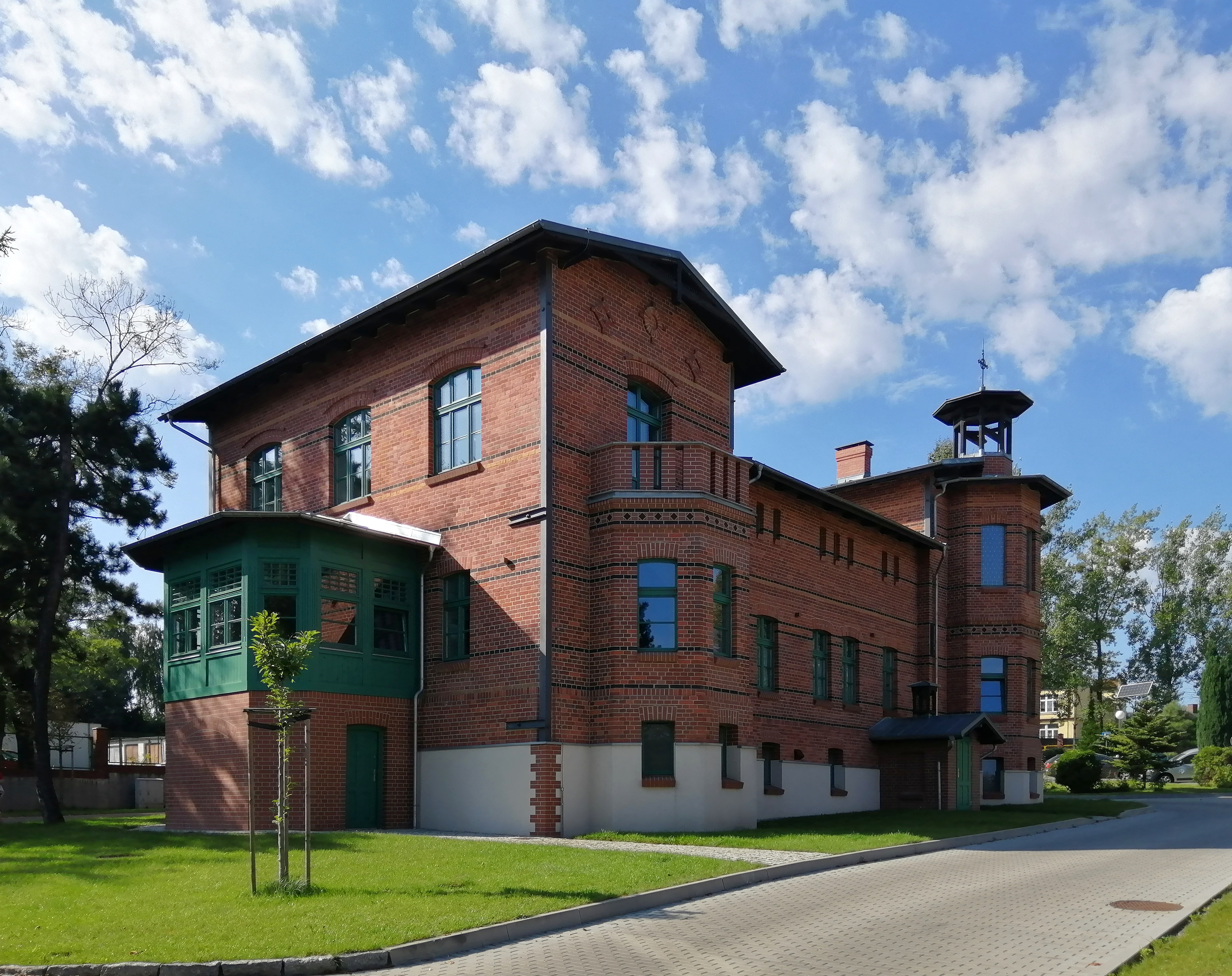
Остоя Покою - дом престарелых
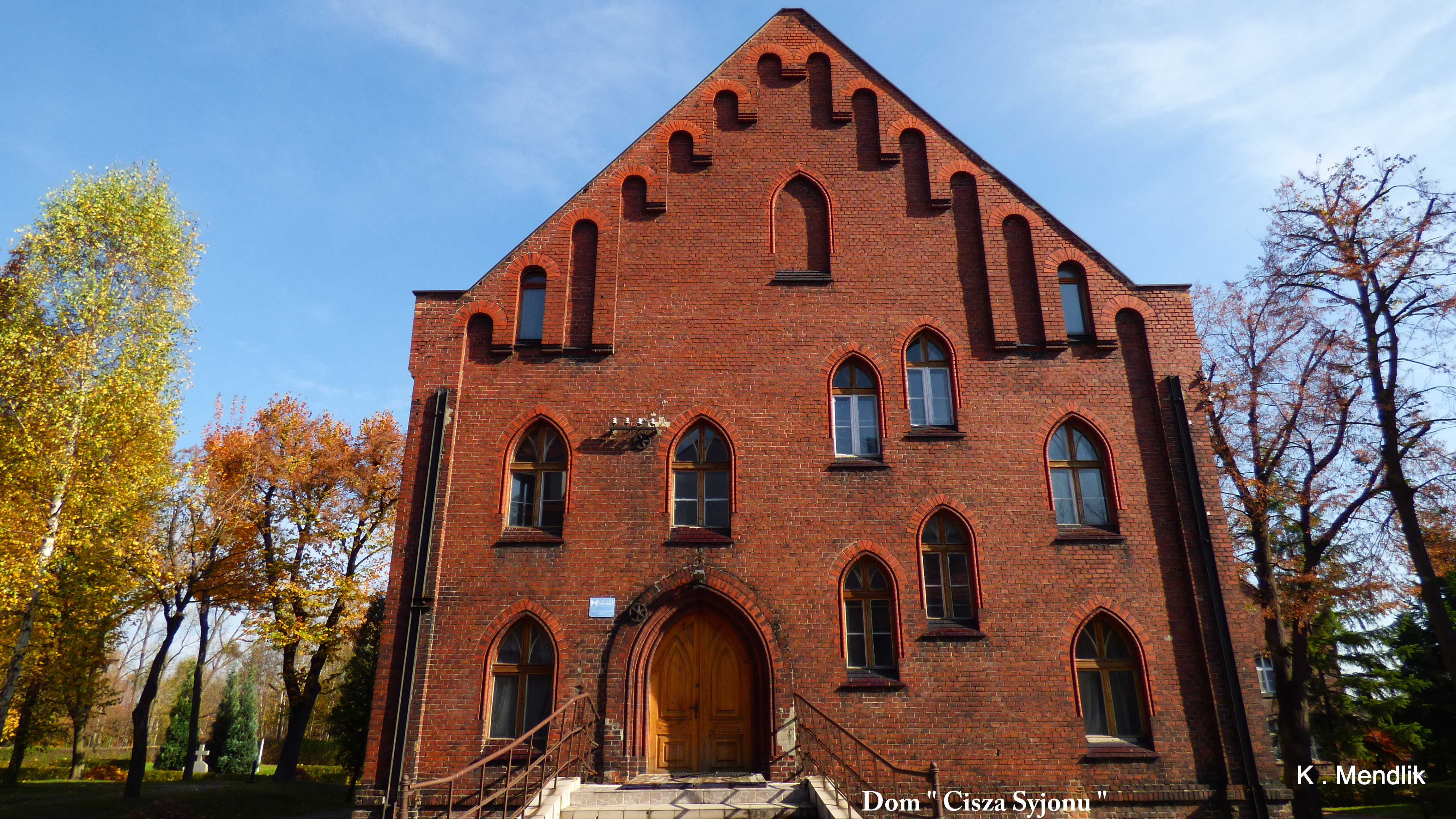
Дом Молчание Сиона
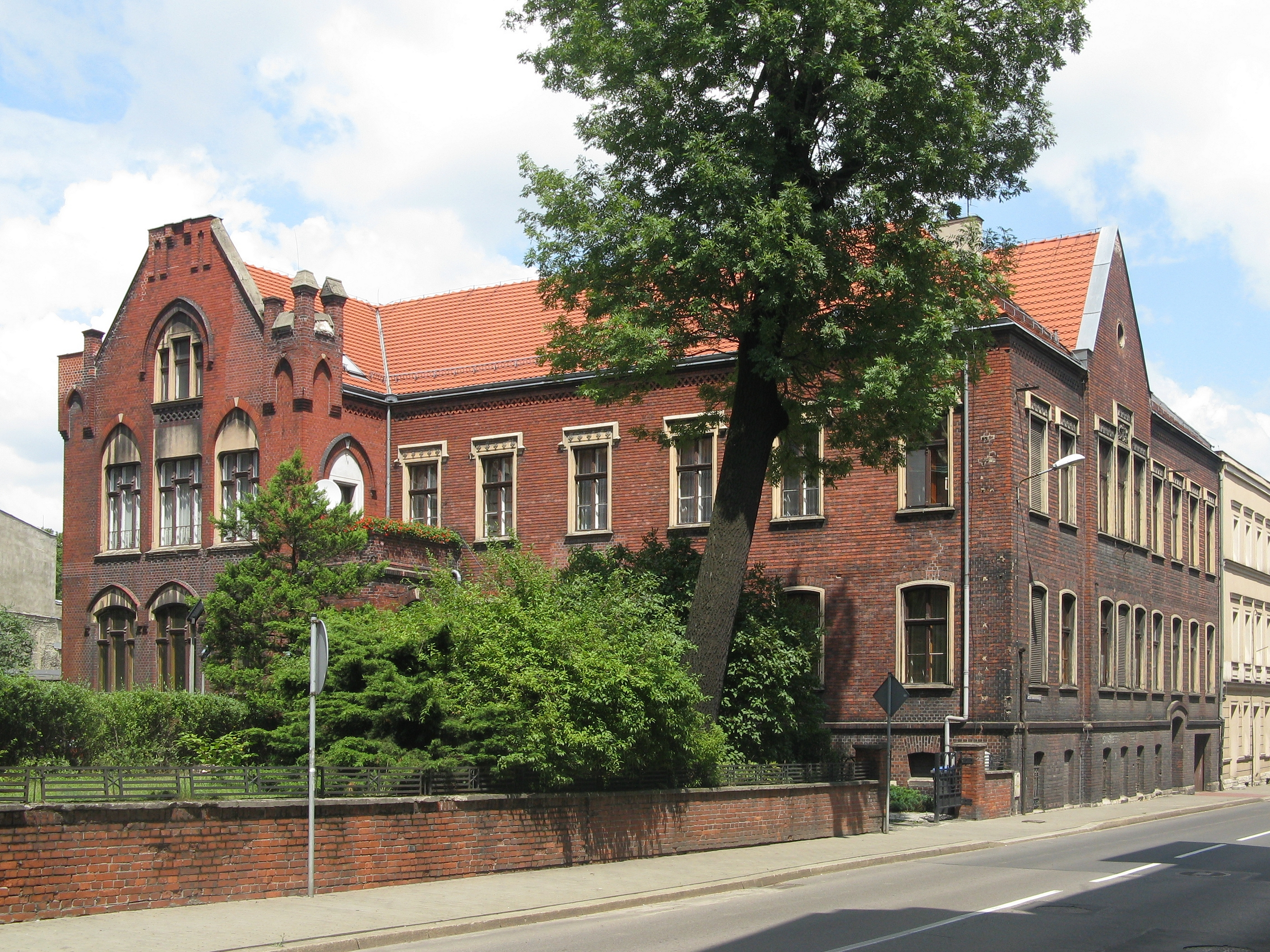
Настоятель Свято-Троицкого прихода
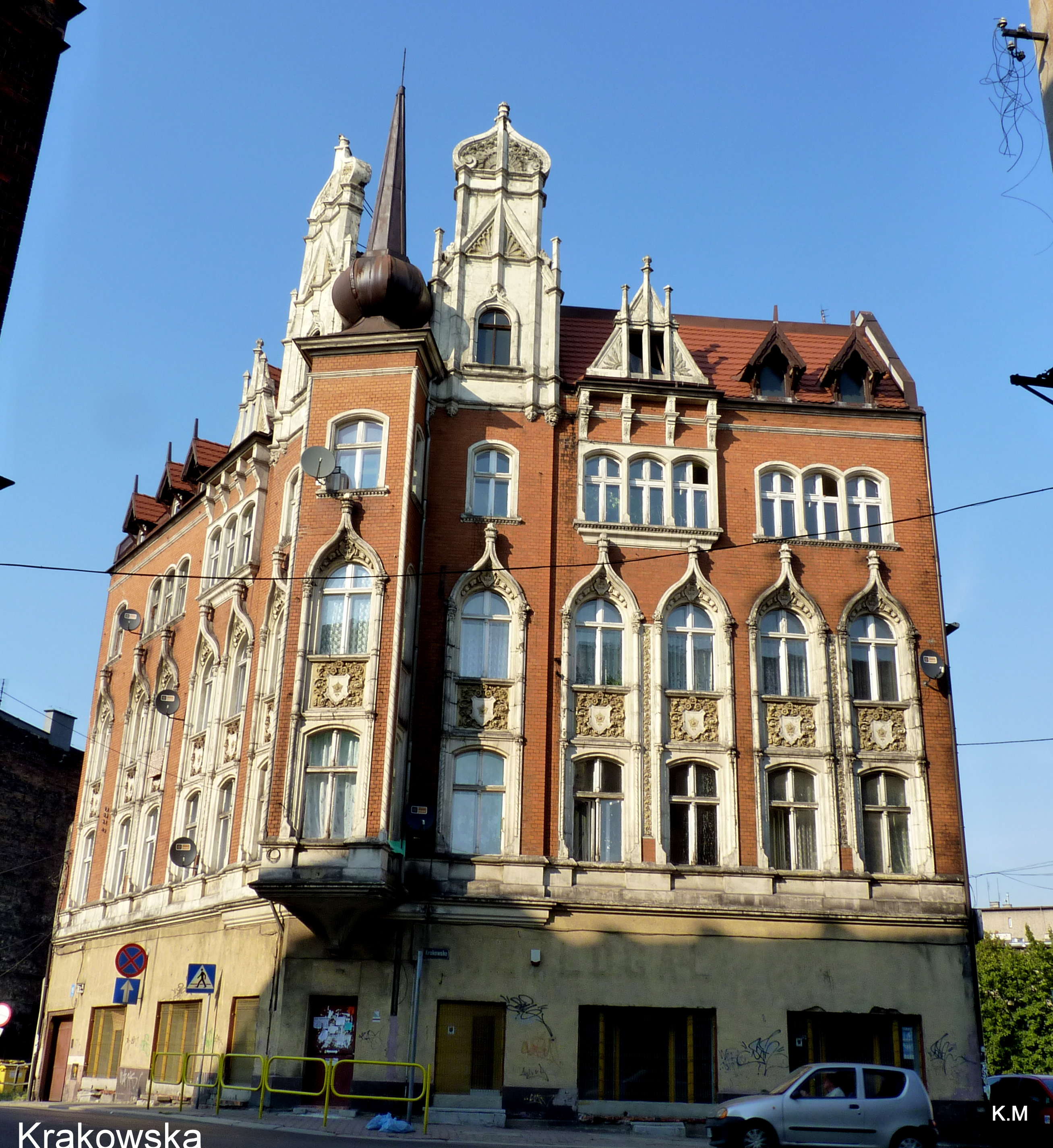
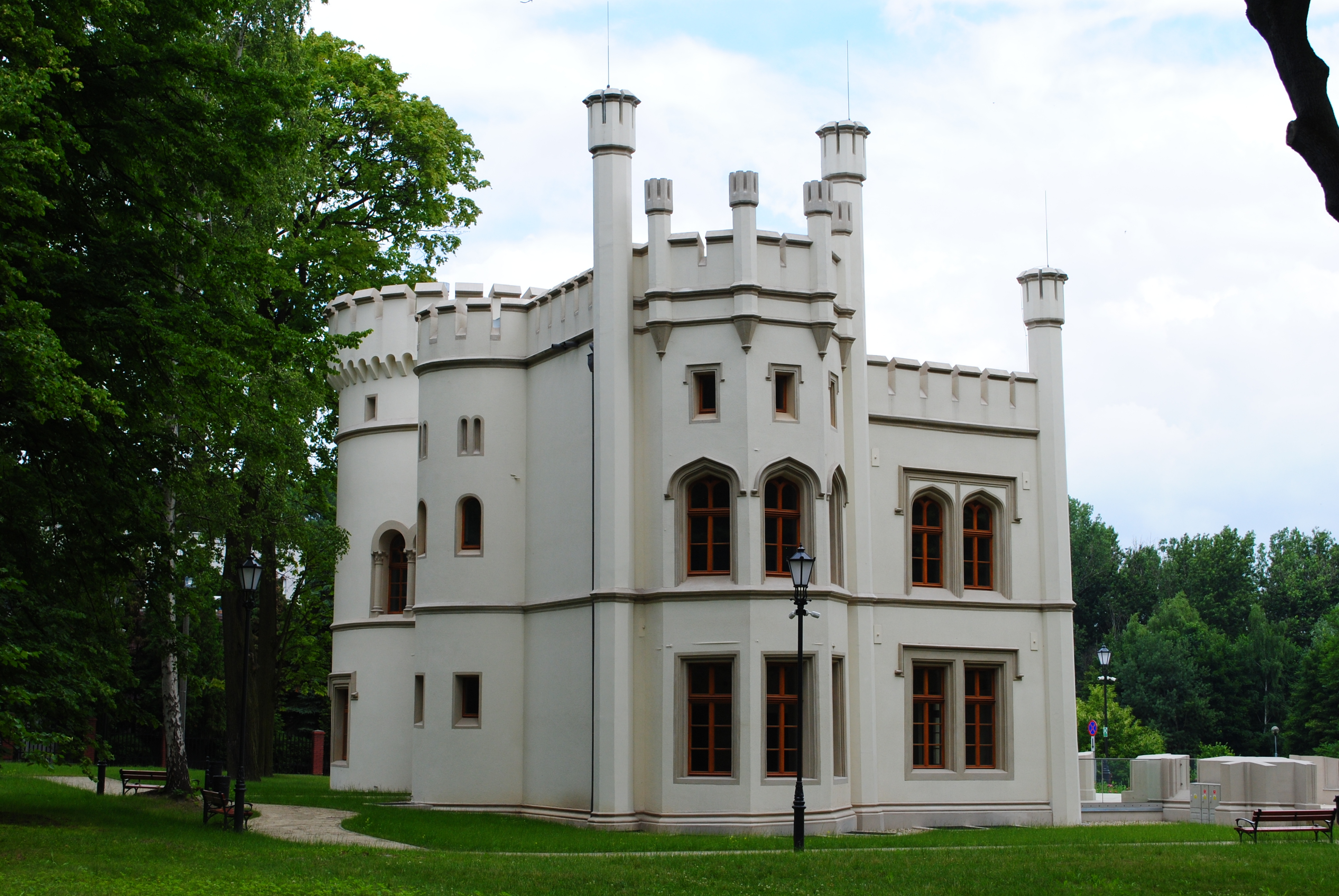
Дворец в Меховицах - отреставрированный флигель
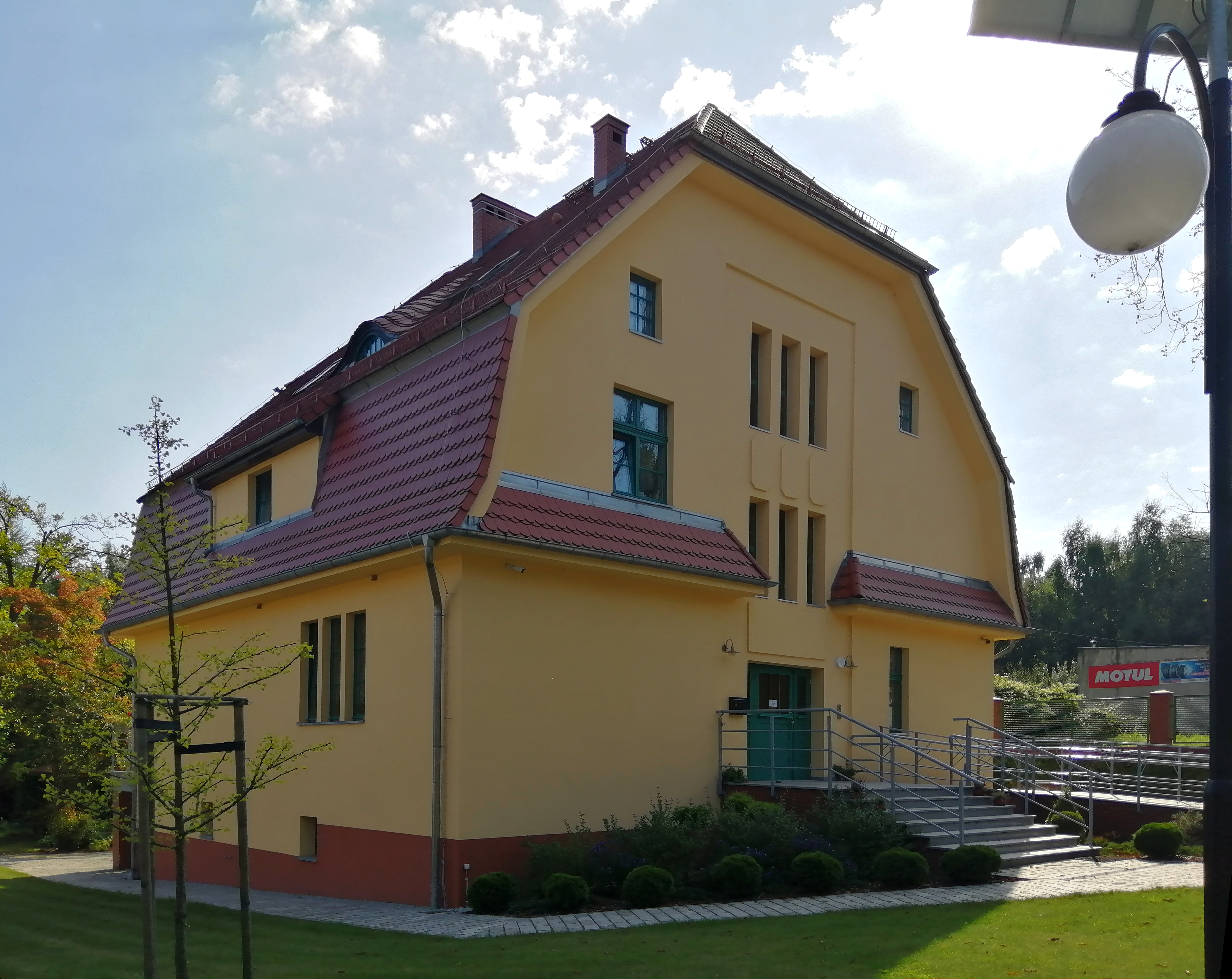
Дом Элим
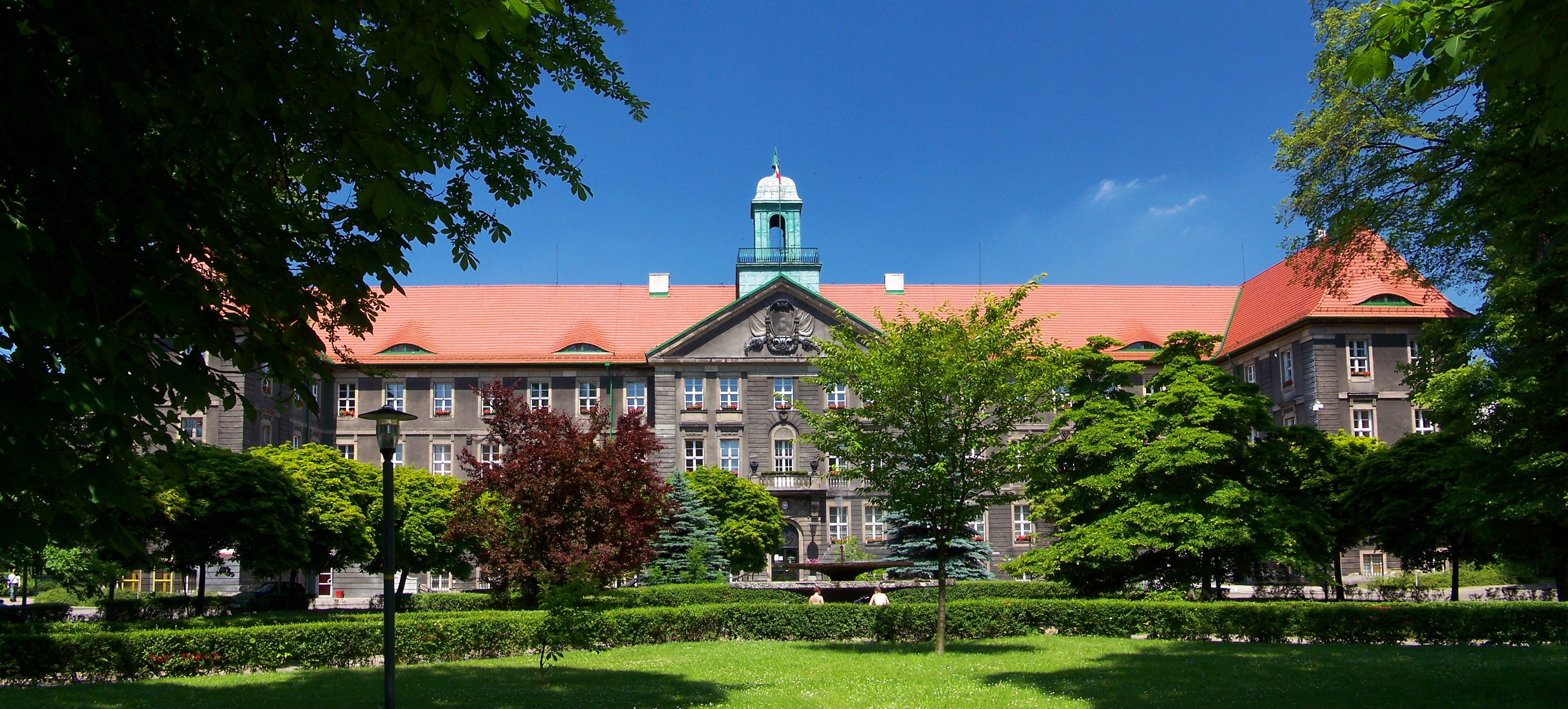
Здание мэрии
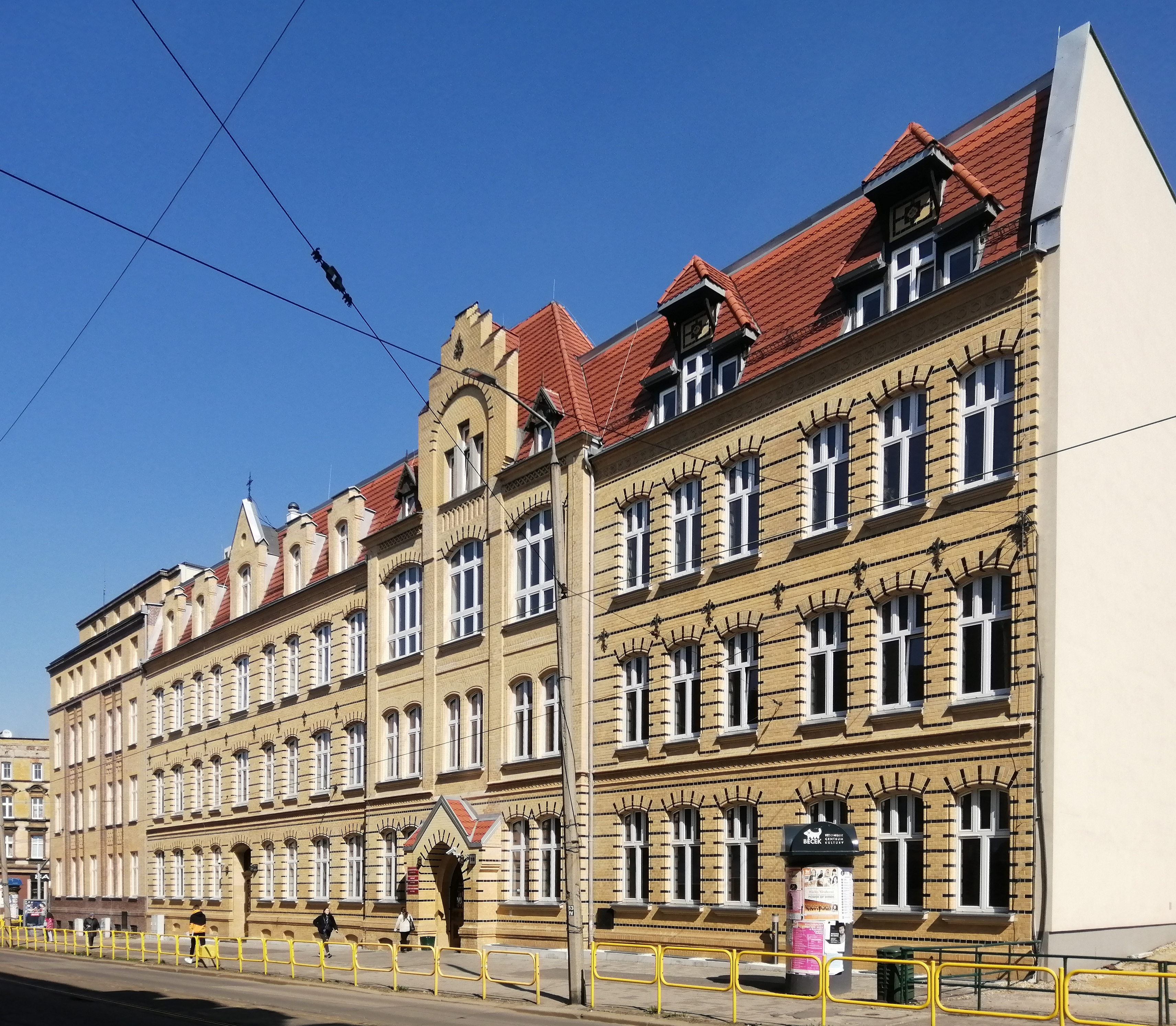
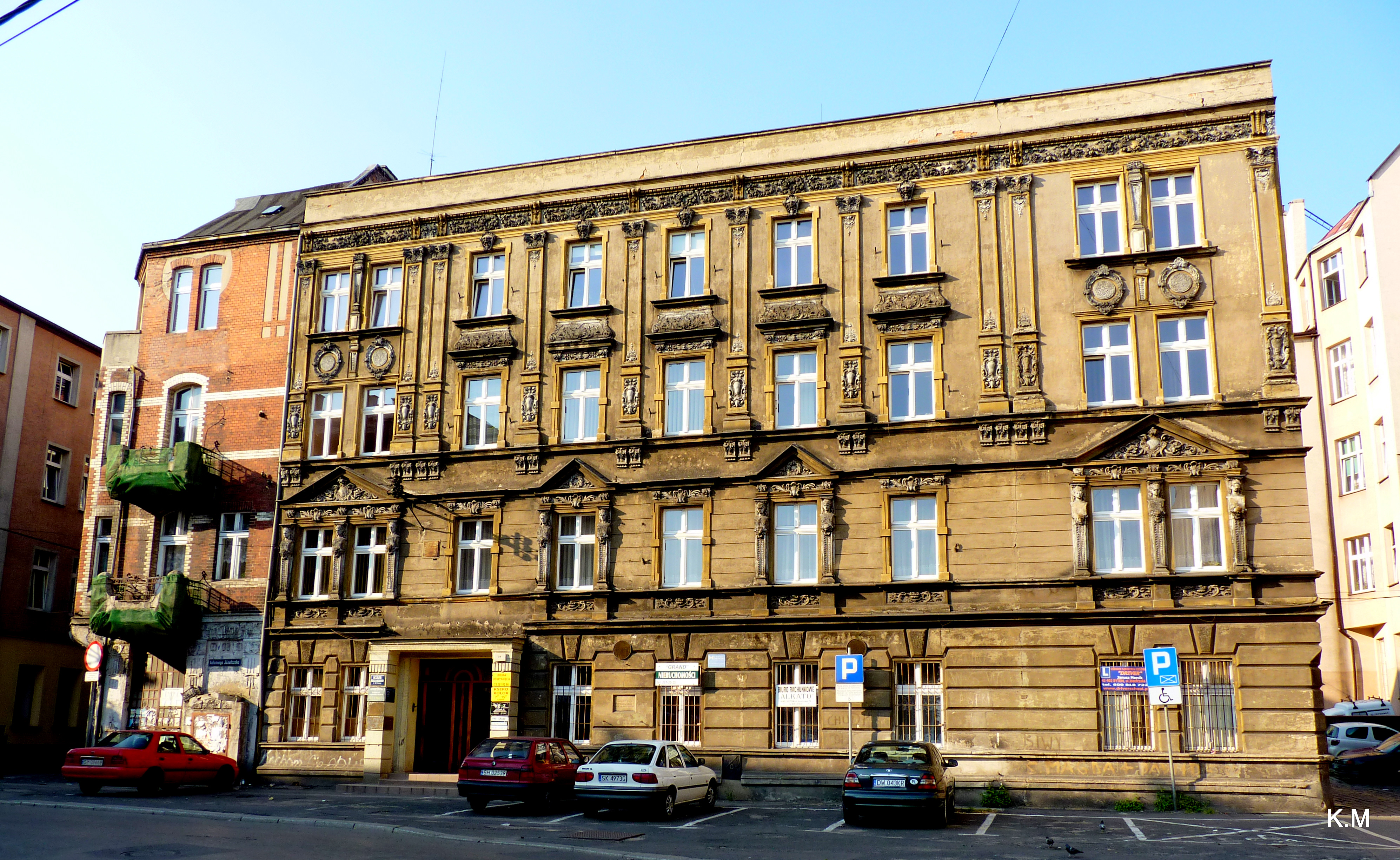
Многоквартирный дом на ул. Юзефчака
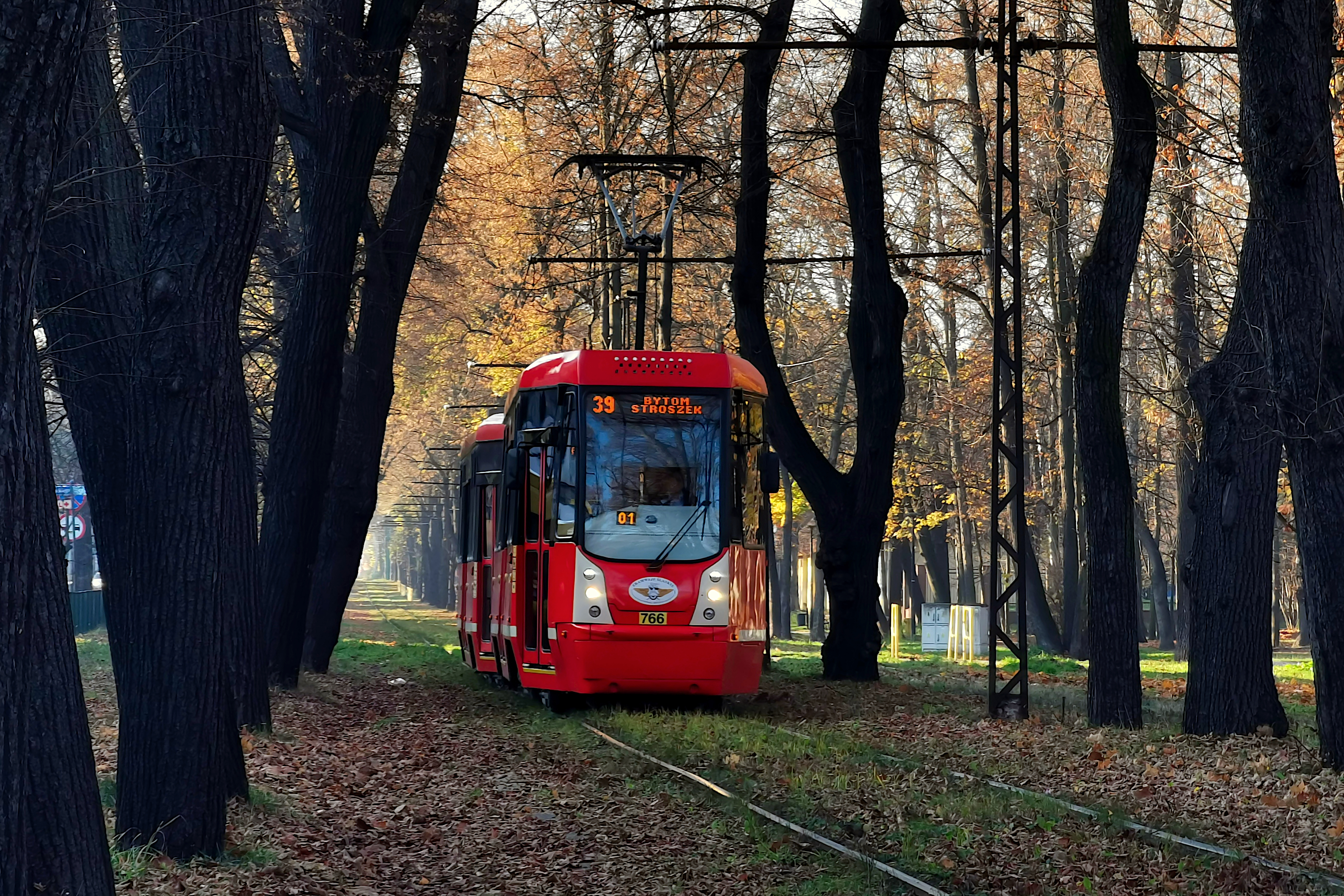
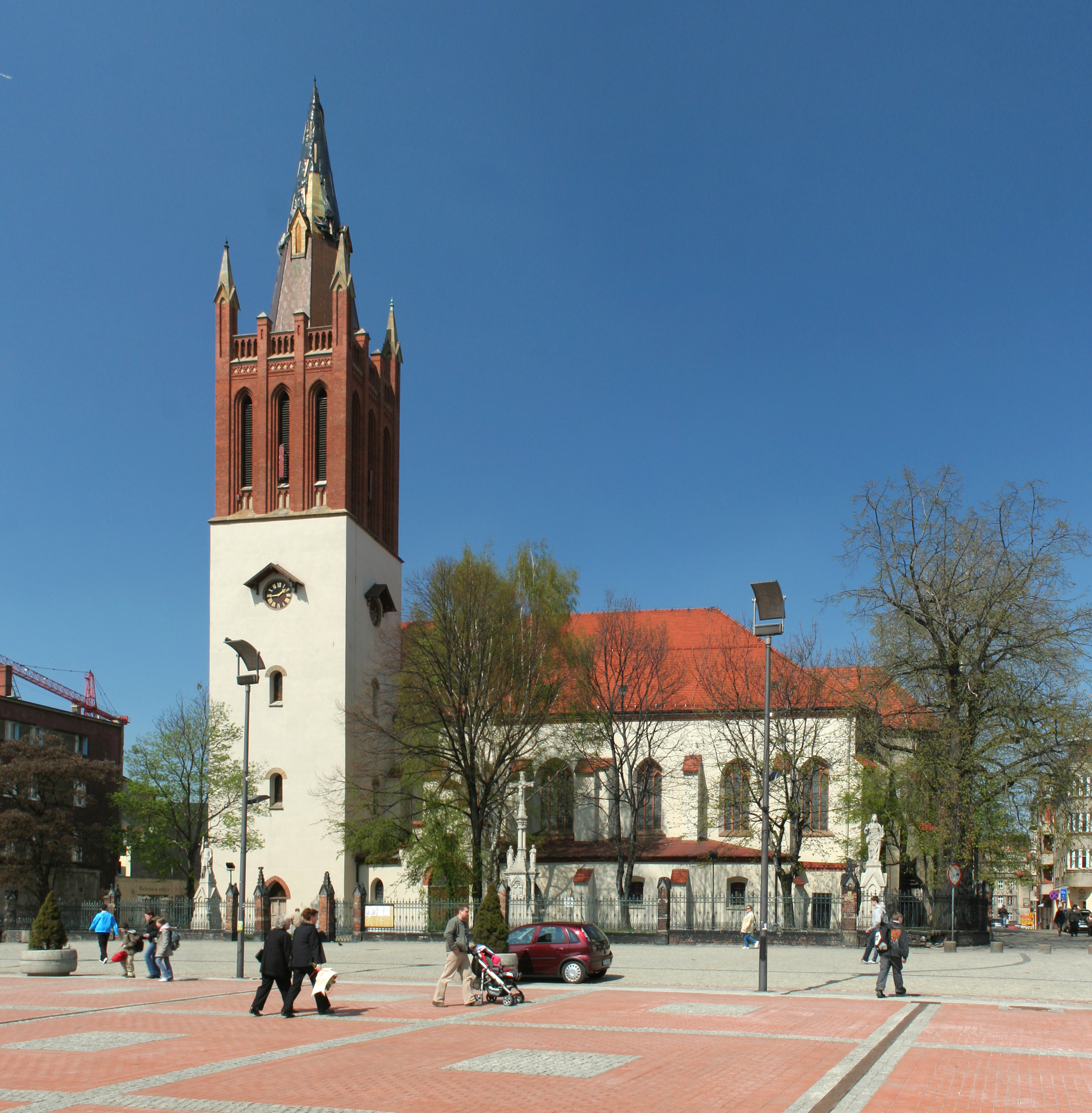
Собор Вознесения Девы Марии
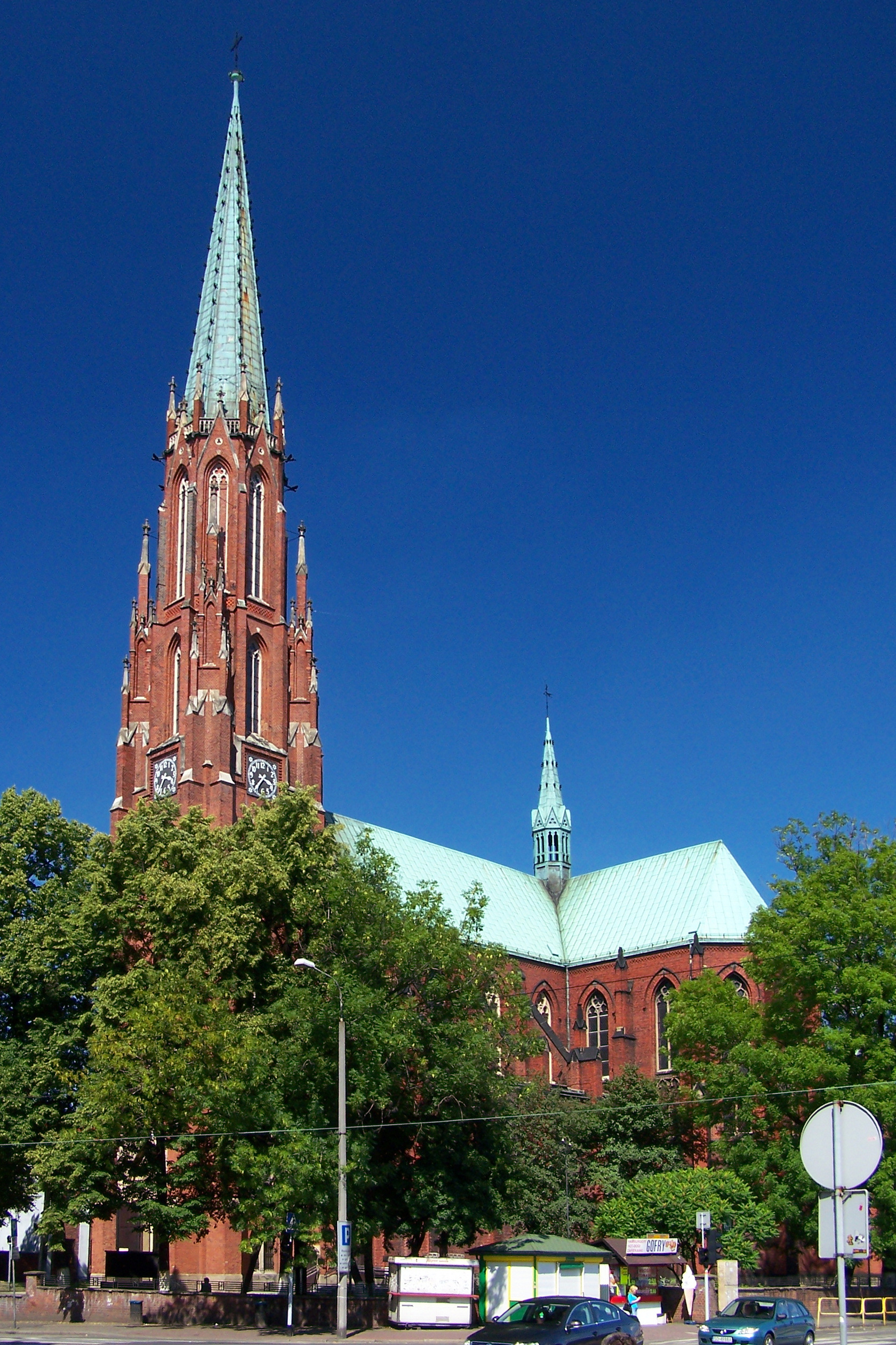
Церковь Святой Троицы

## Города-побратимы[14]
- Бьютт (Монтана), США
- Реклингхаузен, Германия
- Всетин, Чехия
- Дмитров, Россия
- Дрогобыч, Украина
- Житомир, Украина

## Известные уроженцы
- Гжегож Горчицкий (1664/67–1734), польский капельмейстер и композитор, "польский Гендель"
- Генрих Шульц-Бойтен(1838–1915), композитор
- Эрнст Гаупп (1865–1916), анатом
- Магнус Давидсон (1877–1958), оперный певец
- Адольф Кобер (1879–1958), раввин, историк
- Вальтер Шульце (1880–nach 1916),  архитектор, художник
- Максимилиан Каллер (1880–1947), католический епископ
- Эрих Херманн (1882–1960), политик, писатель
- Эрвин Фихтнер (1883–1944), актер
- Грета Ли (1885–1942), актриса
- Альфред Шульце (1886–1967), архитектор
- Альфред Хайн (1894–1945), писатель
- Макс Тау (1897–1976), писатель
- Эрнст Каллер (1898–1961), органист
- Йозеф Виссалла (1898–1945), писатель, журналист, бард
- Георг Шольц (1900–1945), католический подвижник, мученик
- Фридрих Домин (1902–1961), актер, режиссер
- Рихард Чая (1905–1978), шахматист
- Герхард Бадриан (1905–1944), фотограф, борец антинацистского сопротивления
- Хорст Винтер (1914–2001), музыкант
- Герхард Мецнер (1914–1969), режиссер, деятель театра
- Якоб Тури (1915–2004), немецко-израильский историк и педагог
- Герхард Кукофка (1917–1970), писатель, народный поэт
- Анфрид Крэмер (* 1920), актер
- Лео Шефчук (1920–2005), католический теолог
- Гюнтрам Хехт (1923–2018), органист, композитор
- Мартин Вайн (1925–2010), журналист, писатель, переводчик
- Херман Козёл (1926–2011), художник
- Вольфганг Янке (1928–2019), философ
- Ханс-Иоахим Каспрцик (1928–1997), режиссер киностудии ДЕФА
- Арно Лубош (1928–2006), писатель
- Мартин Польке (1930–2018), физик, менеджер
- Вольфганг Печхольд (1930–2010), физик
- Райнер Зимник (* 1930), художник, карикатурист, писатель
- Клаус Мертенс (1931–2014), исследователь архитектуры
- Дитер Хониш (1932–2004),в  1975-1997 гг. директор Новой национальной галерее при Государственных музеях Берлина
- Вольфганг Райхман (1932–1991), актер
- Вернер Кравиц (1933–2019), правовед
- Клаус Кёниг (* 1934), оперный певец
- Эрнст Гомолла (* 1935), теннисист
- Герберт Гомолла (* 1935), теннисист
- Юзеф (Йозеф) Шмидт (* 28 марта 1935) — польский легкоатлет немецкого происхождения, двукратный олимпийский чемпион в тройном прыжке (1960, 1964)
- Гатя Хельгарт Роте (1935–2007), художница
- Лутц Годе (* 1940), художник
- Роземари Зайдель (1940–1998), актриса
- Розмари Гюнтер (* 1942), историк
- Райнер Грешик (* 1943), архитектор, коллекционер африканского искусства
- Петр Зальза (* 1944), режиссер, музыкант
- Ежи Кониковски (* 1947), актер
- Андреас Лавати (* 1953), историк-славист
- Лешек Энгелькинг (* 1955), поэт
- Эдвард Симони (* 1959), музыкант
- Петр Грелла-Можейко (* 1961), композитор
- Вальдемар Легиен (* 1963), чемпион Олимпийских игр по дзюдо (1988, 1992)
- Адриан Йозеф Гальбас (* 1968), римско-католический церковный деятель
- Лидия Бенеке (* 1982), немецкая криминальный психолог и писатель
- Анджей Чибис (* 1987), немецко-польский танцовщик
- Мирослав Яцек Блашчык (пол. Mirosław Jacek Błaszczyk), польский дирижёр.